# Абадан, Явуз
Явуз Абадан (тур. Yavuz Abadan; 18 апреля 1905, Эскишехир — 30 июня 1967, Анкара) — турецкий учёный, юрист и политик. Он был одним из самых авторитетных юристов Турции. Его внимание было в основном сосредоточено на философии права, истории права и политическом праве.

## Биография
Явуз Абадан родился 18 апреля 1905 года в Крыму (по другим данным — в Эскишехире).
В 1929 году получил образование в области права в Стамбульском университете, затем получил докторскую степень в Гейдельбергском университете. В 1933 году он стал доктором, а в 1942 году — профессором Стамбульского университета. Он писал статьи для ежедневных газет. С 1943 по 1946 год он был депутатом Великого национального собрания Турции от ила Эскишехир. После 1946 года работал на факультете политологии Анкарского университета. С 1952 по 1954 год он был деканом того же факультета. После государственного переворота 1960 года он был уволен из университета и уехал в Берлин. В 1962 году ему разрешили вернуться в Анкарский университет.
Он умер в Анкаре 30 июня 1967 года.

## Труды
- Harp Sonu Muahedelerine Nazaran Lozan'ın Hususiyetleri (İstanbul, 1938)
- Hukukun Gözüyle Milliyetçilik ve Halkçılık (Ankara, 1938)
- İnkılâp ve İnkılâpçılık (İstanbul, 1938)
- Grotius ve Tabiî Hukuk (İstanbul, 1939)
- Hürriyet ve İntihap Ehliyeti (Ankara, 1939)
- Tanzimat Fermanı'nın Tahlili (İstanbul, 1940)
- Hürriyet Problemi (İstanbul, 1940)
- Hukuk Başlangıç ve Tarihi (İstanbul, 1942)
- Tarihten Sesler (İstanbul, 1943)
- İnkılap Tarihi Notları (Ankara, 1951)
- Amme Hukuku ve Devlet Nazariyeleri (Ankara, 1952)
- Hukuk Felsefesi Dersleri (Ankara, 1954)
- Türk İnkılâbı Tarihi Notları (Ankara, 1956)
- İnkılap Tarihine Giriş (1960)
- Türkiye’de Anayasa Gelişmelerine Bir Bakış (Bahri Savcı ile birlikte, 1959),
- Mustafa Kemal ve Çetecilik (1964)
- Atatürk'ün Işığında «Tam Bağımsızlık İlkesi», (Ankara, 1969)